# فردی کاپپر
فردی کاپپر (انگلیسی: Freddy Capper؛ ۸ مه ۱۸۹۲ – ۳۱ اکتبر ۱۹۵۵) بازیکن فوتبال اهل بریتانیا بود.
از باشگاه‌هایی که در آن بازی کرده‌است می‌توان به باشگاه فوتبال شفیلد ونزدی، باشگاه فوتبال ویتون آلبیون، باشگاه فوتبال منچستر یونایتد، باشگاه فوتبال برنتفورد، و باشگاه فوتبال نورتویچ ویکتوریا اشاره کرد.